# محمد آژیر
محمد آژیر (زادهٔ ۱۳۷۶ - بوکان) بازیکن فوتبال ایرانی است که در پست مدافع وسط بازی می‌کند. آژیر فوتبال را به صورت حرفه‌ای از باشگاه سردار بوکان آغاز کرده‌است.